# Алексиначки-Рудник
Алексиначки-Рудник (серб. Алексиначки Рудник) — населённый пункт городского типа в Сербии, в общине Алексинац Нишавского округа.

## Население
Численность населения 1 467 чел. (перепись 2002). С 1961 года наблюдается постепенное снижение численности населения города.
В городе проживает 1 231 серб (84 %), 75 цыган (5 %), 41 муслиман (3 %), 19 югословенов (1 %), 15 македонцев (1 %), 13 черногорцев (1 %), 10 словенцев (1 %) и представители других народов (перепись 2002)
Численность совершеннолетних в городе — 1 147 чел, средний возраст населения — 37,5 лет (мужчины — 36,1, женщины — 39). В городе имеется 574 домохозяйства, среднее число человек в которых — 2,56.